# Sylvestre Ilunga
Sylvestre Ilunga Ilunkamba (1947, província de Catanga, Congo Belga) é um político quinxassa-congolês que foi nomeado Primeiro Ministro da República Democrática do Congo em maio de 2019, formou seu gabinete de governo em agosto de 2019 e assumiu oficialmente em setembro do mesmo ano. Teve uma longa carreira política na década de 1970, tendo ocupado vários cargos ministeriais, foi professor na Universidade de Quinxassa em 1979.

## Carreira política
Nasceu em 1947 na província de Catanga (hoje província de Alto Catanga). Ele é do grupo étnico luba de Catanga. Ilunga trabalhou como professor de economia na Universidade de Quinxassa. Entrou na política em 1970 e ocupou vários escritórios do governo nas décadas de 1980 e 1990, principalmente nos cargos de ministro do Planejamento (1990) e ministro das Finanças (1990-1991) sob o regime de Mobutu Sese Seko. Após a queda do regime Mobutu, Ilunga deixou o país e estabeleceu uma empresa de mineração na África do Sul em 1993. Ele retornaria ao Congo uma década depois.  Desde a década de 1990, estava afastado de funções políticas, até ser nomeado em 2014 como chefe da Sociedade Nacional dos Caminhos de Ferro do Congo (SNCC), uma empresa estatal da República Democrática do Congo. Ele foi consultor econômico do jovem presidente Joseph Kabila no início de seu mandato e supervisionou a implementação das reformas impostas pelo Banco Mundial e pelo FMI, incluindo a privatização de alguns ativos do governo.

### Primeiro ministro
Em 20 de maio de 2019, aos 72 anos de idade, foi designado Primeiro Ministro da República Democrática do Congo em um acordo negociado pelo Presidente Félix Tshisekedi e pela coalizão governista da Frente Comum para o Congo no parlamento do país, aliados ao antecessor de Tshisekedi, Joseph Kabila. Desde a eleição geral de dezembro de 2018, o ex-líder da oposição estava em negociações com os partidos aliados de Kabila para nomear um primeiro-ministro, que havia conseguido a maioria nas eleições. Outros candidatos em potencial incluem o executivo de mineração Albert Yuma, o ministro das Finanças, Henri Yav, e o ex-assessor de segurança nacional Jean Mbuyu foram sugeridos, mas foram rejeitados pelo presidente por diferentes razões. Norbert Nkulu, membro do Tribunal Constitucional da RDC, e Jean Nyembo Shabani, ex-chefe do Banco Central do Zaire, sugeriram Ilunga.
O presidente Tshisekedi e o parlamento concordaram em formar um novo governo em 27 de julho de 2019, mais de seis meses após as eleições de 2018, iniciando a nomeação formal de Ilunga para primeiro-ministro. O novo gabinete de Ilunga deve ter 65 membros, incluindo 48 ministros e 17 vice-ministros, dos quais 42 cargos serão para a Frente Comum do Congo (coalizão de partidos pró-Kabila) e 23 serão para a Direção de Mudança (Presidente Tshisekedi aliança). As negociações entre Kabila e Tshisekedi haviam travado na discussão sobre quem controlaria os seis "ministérios soberanos" listados na constituição da República Democrática do Congo - Finanças, Defesa, Orçamento, Justiça, Interior e Relações Exteriores. O novo gabinete foi formalmente estabelecido no final de agosto de 2019.
Como primeiro-ministro, Ilunga também supervisionou as negociações com o FMI para outro programa de ajuda à RDC.